# 2015. évi CXLII. törvény
A 2015. évi CXLII. törvény egyes törvények Magyarország államhatárának hatékonyabb védelmével és a tömeges bevándorlás kezelésével összefüggő módosításáról a harmadik Orbán-kormánynak az Európai migrációs válságra adott válaszának részét képező jogszabály. A törvény módosítja a rendőrségi törvényt, a honvédelmi törvényt és a honvédek jogállásáról szóló törvényt. Mivel a rendőrségi és a honvédelmi törvény sarkalatos, a 2015. évi CXLII. törvény ezeket módosító része maga is sarkalatosnak minősül. A jogszabályt az Országgyűlés 2015. szeptember 21-én fogadta el; hatályba lépésének napja 2015. szeptember 22.